# خودروی عضلانی
خودرو عضلانی یا ماهیچه‌ای (به انگلیسی: Muscle car) اصطلاحی است که به گونه‌ای از خودروهای پرکاربرد اختصاص دارد. این اصطلاح معمولاً به خودروهای سایز متوسط آمریکایی گفته می‌شود که دو دره هستند و چرخ‌های عقب آن محرکند؛ موتور آنها هشت سیلندر و قیمت آنها مناسب باشد. این خودروها قابل استفاده در خیابان‌های معمولی و مسابقه درگ هستند؛ بنابراین این خودروها کاملاً متمایز با خودروهای دو دره اسپرت و جی‌تی، که برای سرعت زیاد در مسابقات جاده‌ای طراحی شده‌اند هستند. خودروهای عضلانی علاوه بر ایالات متحده، در کشورهای دیگر مانند استرالیا، آفریقای جنوبی، بریتانیا و دیگر جاها به نمایش درآمده و فروخته می‌شوند.
خودروهای عضلانی از مدل خودروهای با حجم موتور بسیار بالا، پرقدرت، پرشتاب و طراحی خاص هستند. به‌طور کلی تمام این نمونه خودروها محرک عقب هستند و معمولاً چراغ‌های جلو گرد ۲ در و بدنه به‌طور خاصی طراحی و عضلانی به نظر می‌رسد و موتور آن‌ها ۸ سیلندر خورجینی می‌باشند.
بر اساس برخی از تعاریف و برداشت‌های دوره‌ای، اصطلاح ماشین عضلانی به عملکرد بالا با قیمتهای پایین‌تر اشاره می‌کند، که در آن موتورهای قدرتمند در خودروهای با سایز متوسط با تزئینات نسبتاً ابتدایی قرار می‌گرفتند و با قیمت‌های مقرون‌به‌صرفه‌تر به بازار عرضه می‌شدند. این رویکرد توسط Plymouth Road Runner در سال ۱۹۶۸ و همراه Dodge Super Bee که قرار بود مدل‌های گران‌تر، شیک‌تر و با کیفیت‌تر جنرال موتورز و فورد را که برای تعریف بازار آمده بودند، پایین بیاورند، مانند پونتیاک GTO نشان داده شد. (۱۹۶۴)، ۳۹۶ شورلت شول(۱۹۶۵)، ۴۰۰ بیوک گرن اسپرت (۱۹۶۵)، ۴۰۰ اولدزموبیل ۴۴۲ (۱۹۶۵) و همچنین سیکلون دنباله دار مرکوری ۴۲۷ (۱۹۶۶) و سیکلون مرکوری ۳۹۰ (۱۹۶۶).
بر اساس برخی تعاریف دیگر از جمله موارد استفاده شده توسط مجلات «خودرو و راننده» و «جاده و مسیر» که در زیر به آنها اشاره شده است، خودروهای پونی مانند فورد موستانگ، شورولت کامارو و پلیموث باراکودا و همراهان لوکس آنها مرکوری کوگار، پونتیاک فایربرد و دوج چلنجر در این عرصه رقابتی بزرگ، جایگاه تأثیرگذار و پرسود دهه ۱۹۶۰ تا ۱۹۷۰، در صورت مجهز شدن به تجهیزات مناسب با عملکرد بالا، می‌تواند به عنوان «خودروهای عضلانی» نیز واجد شرایط باشد.

## واژه‌شناسی
تعریف
تعریف ماشین عضلانی ذهنی است و بی‌پایان در موردش بحث می‌شود. ماشین‌های عضلانی اغلب دارای بسیاری از ویژگی‌های زیر هستند:::
- یک موتور V8 بزرگ در قوی‌ترین پیکربندی ارائه شده برای یک مدل خاص
- دیفرانسیل عقب
- تولید شده در ایالات متحده در دهه ۱۹۶۰ یا اوایل دهه ۱۹۷۰ (محدوده سال خاص ۱۹۶۴ تا ۱۹۷۸ گاهی اوقات استفاده می‌شود)
- یک بدنه دو در نسبتاً سبک (البته نظرات در مورد اینکه آیا ماشین‌های فول سایز، کامپکت و ماشین‌های پونی با کارایی بالا به عنوان ماشین‌های عضلانی واجد شرایط هستند یا نه، و چرا یک AMC AMX دو سرنشینه می‌تواند باشد، متفاوت است، اما یک دو صندلی شورلت کوروت نبود. گاهی اوقات ادعا می‌شود که فقط خودروهای سایز متوسط را می‌توان خودروهای عضلانی در نظر گرفت.
- قیمت مقرون به صرفه (در سال ۱۹۷۰) حدود ۲۵۰۰ دلار آمریکا (معادل ۱۸۸۳۹ دلار در سال ۲۰۲۲)
- تمرکز بر ارائه عملکرد در خیابان که می‌تواند برای مسابقه درگ نیز استفاده شود.
- ماشین‌های پونی پرقدرت گاهی اوقات ماشین‌های عضلانی در نظر گرفته می‌شوند، با این حال، ماشین‌های لوکس شخصی اغلب بسیار گران‌تر از آن هستند که توسط برخی به عنوان ماشین‌های عضلانی در نظر گرفته شوند. با برخی از تعاریف محدود، ماشین‌های عضلانی توسعه‌ای از فلسفه راندینگ گرم درگرفتن یک ماشین کوچک و قرار دادن یک موتور با جابجایی بزرگ در آن، به منظور افزایش سرعت خط مستقیم هستند. با این حال، این مورد با پذیرش عمومی و استفاده گسترده‌تر از این اصطلاح که در فهرست‌های برتر ماشین‌های عضلانی مجله «خودرو و راننده» و «جاده و مسیر» در زیر نشان داده شده است، که تفسیر بسیار گسترده‌تری از این اصطلاح را نشان می‌دهد، رد می‌شود.[۲]

### سوپراسپرتها
ماشین‌های عضلانی در ابتدا در ایالات متحده به عنوان "سوپراسپرت" شناخته می‌شدند، اما اغلب (اگرچه نه همیشه) با حروف بزرگ S نوشته می‌شدند. مجهز به موتورهای V8 بزرگ و دیفرانسیل عقب بیشتر به عنوان سوپراسپرت‌ها نسبت به خودروهای عضلانی شناخته می‌شدند؛ مثلاً رامبلر به یک ابرخودروی واقعی تبدیل شد. در سال ۱۹۶۶، سوپراسپرت به یک «روند صنعت» تبدیل شد زیرا چهار خودروساز داخلی «نیاز داشتند در بازار سوپراسپرت‌ها پول نقدی داشته باشند» با خودروهای چشم نواز و شگفت‌انگیز. نمونه‌هایی از استفاده از توضیحات سوپراسپرت برای مدل‌های عضلانی اولیه عبارتند از: آزمایش جاده‌ای کارلایف در می ۱۹۶۵ Pontiac GTO به همراه نحوه قرار دادن هرست امریکن موتورز در باشگاه سوپراسپرت با ۳۹۰ Rogue (SC/Rambler) برای مبارزه در بخش بازار "باند مسابقه خیابانی سوپراسپرت"، با حروف اول "SC" به معنای SuperCar.
بخش بازار سوپراسپرت در ایالات متحده در آن زمان شامل نسخه‌های ویژه مدل‌های تولید معمولی بود که در چندین اندازه و بخش بازار (مانند «سوپراسپرت اقتصادی») و همچنین نسخه‌های محدود، فروشنده کلی قرار داشتند. وسایل نقلیه تبدیل شده. با این حال، اصطلاح سوپراسپرت تا آن زمان «رقیق شده بود و با معنایی نامگذاری شده بود که به ویژگی‌های منحصر به فرد «خودروی عضلانی» احترام نمی‌گذاشت.

## تاریخچه اولیه و کلی
دهه ۱۹۵۰ میلادی: «منشاء و اوایل»
نظرات در مورد منشأ ماشین عضلانی متفاوت است، اما راکت ۸۸ اولدزموبیل ۱۹۴۹، به عنوان اولین ماشین عضلانی تمام اندازه ذکر شده است. Rocket ۸۸ اولین باری بود که یک موتور قدرتمند V8 با بدنه کوچک‌تر و سبک‌تر (در این مورد موتور ۳۰۳ از Oldsmobile ۹۸ بزرگتر با بدنه Oldsmobile ۷۶ شش سیلندر) در دسترس قرار گرفت. Rocket ۱۳۵ اسب بخار (۱۰۱ کیلووات) در ۳۶۰۰ دور در دقیقه و ۲۶۳ پوند فوت (۳۵۷ N⋅m) در ۱۸۰۰ دور در دقیقه تولید کرد و در فصل NASCAR ۱۹۵۰ در هشت مسابقه از ده مسابقه پیروز شد. موتور اولدزموبیل ۳۰۳ V8 راکت ۸۸ (همراه با موتور کادیلاک ۳۳۱، که در سال ۱۹۴۹ نیز معرفی شد) گفته می‌شود که «عصر مدرن V-8 با کارایی بالا را راه اندازی کرده است.»
در سال ۱۹۵۵، کرایسلر C-300 با اندازه بزرگ اولین در یک سری طولانی و ۱۵ ساله از کرایسلرهای بزرگ، گران‌قیمت و با کارایی اول معرفی شد که از ۳۳۱ مکعب در (۵/۴ لیتر) ۳۰۰ اسب بخار (۲۲۴ کیلووات) تولید کرد. موتور V8، و به عنوان «قدرتمندترین ماشین آمریکا» تبلیغ شد. کرایسلر ۳۰۰ مدل ۱۹۵۵ با قابلیت شتاب صفر تا شصت مایل در ساعت (۹۷ کیلومتر در ساعت) در ۹/۸ ثانیه و رسیدن به سرعت ۱۳۰ مایل در ساعت (۲۰۹ کیلومتر در ساعت) به عنوان یکی از بهترین خودروهای هندلینگ عصر خود شناخته می‌شود.
استودبیکر گلدن هاوک ۱۹۵۶ با اندازه جمع و جور دارای قدرت ۲۷۵ اسب بخار (۲۰۵ کیلووات) ۳۵۲ مکعب در (۵/۸ لیتر) پاکارد V8 بود که دومین موتور قدرتمند کرایسلر ۳۰۰ بود.
Rambler Rebel که توسط American Motors Corporation (AMC) در سال ۱۹۵۷ معرفی شد، اولین خودروی سایز متوسطی است که با موتور V8 بلوک بزرگ در دسترس است. Rebel بیشتر فرمول ماشین عضلانی را دنبال می‌کرد، از جمله شعار «آنها را سریع و ارزان بساز.» با یک موتور V8 ۳۲۷ متر مکعبی (۵/۴ لیتری) که ۲۵۵ اسب بخار (۱۹۰ کیلووات) تولید می‌کند، شتاب صفر تا شصت مایل در ساعت ۷/۵ ثانیه آن را به سریع‌ترین سدان آمریکایی در آن زمان تبدیل کرد! فقط شورلت کوروت با تزریق سوخت نیم ثانیه آن را شکست داد.

## تاریخچه
با آغاز پیشرفت صنعت در آمریکا در ۱۹۴۰ و ۱۹۵۰ جوان‌های آمریکایی علاقه‌مند به خودرو آغاز به مسابقه شتاب در خیابان‌ها و درخواست اتومبیل پرقدرت تر از کمپانی‌ها شد. بعدها این مسابقات به صورت جهانی به نام drag race درآمد و با ساخت کرایسلر ۳۰۰ خودروی عضلانی متولد شد.

### نگارخانه

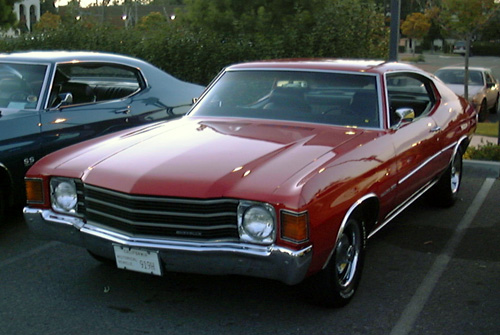
شورولت شول ۱۹۷۰
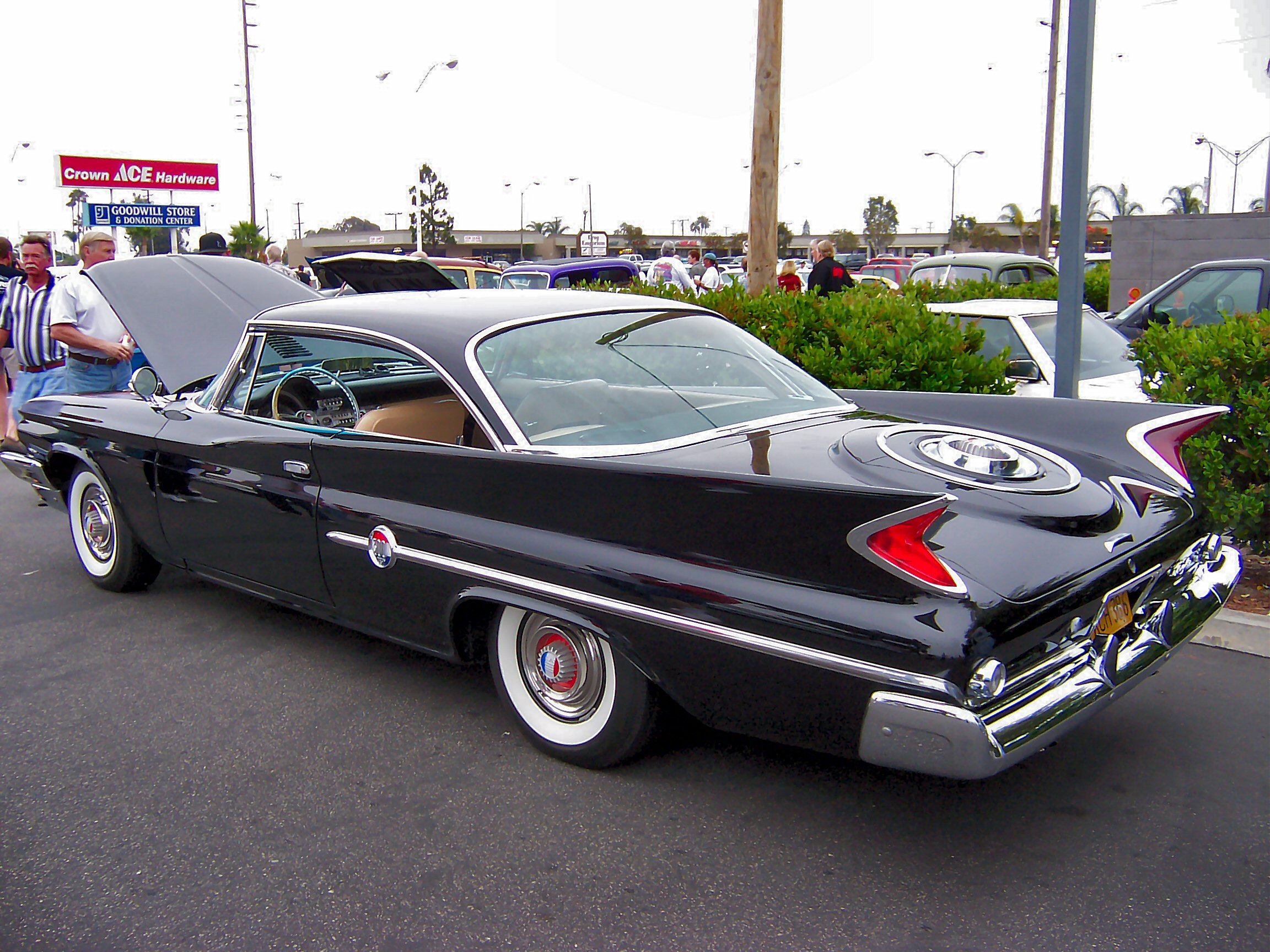
کرایسلر ۳۰۰ تولد خودروهای عضلانی
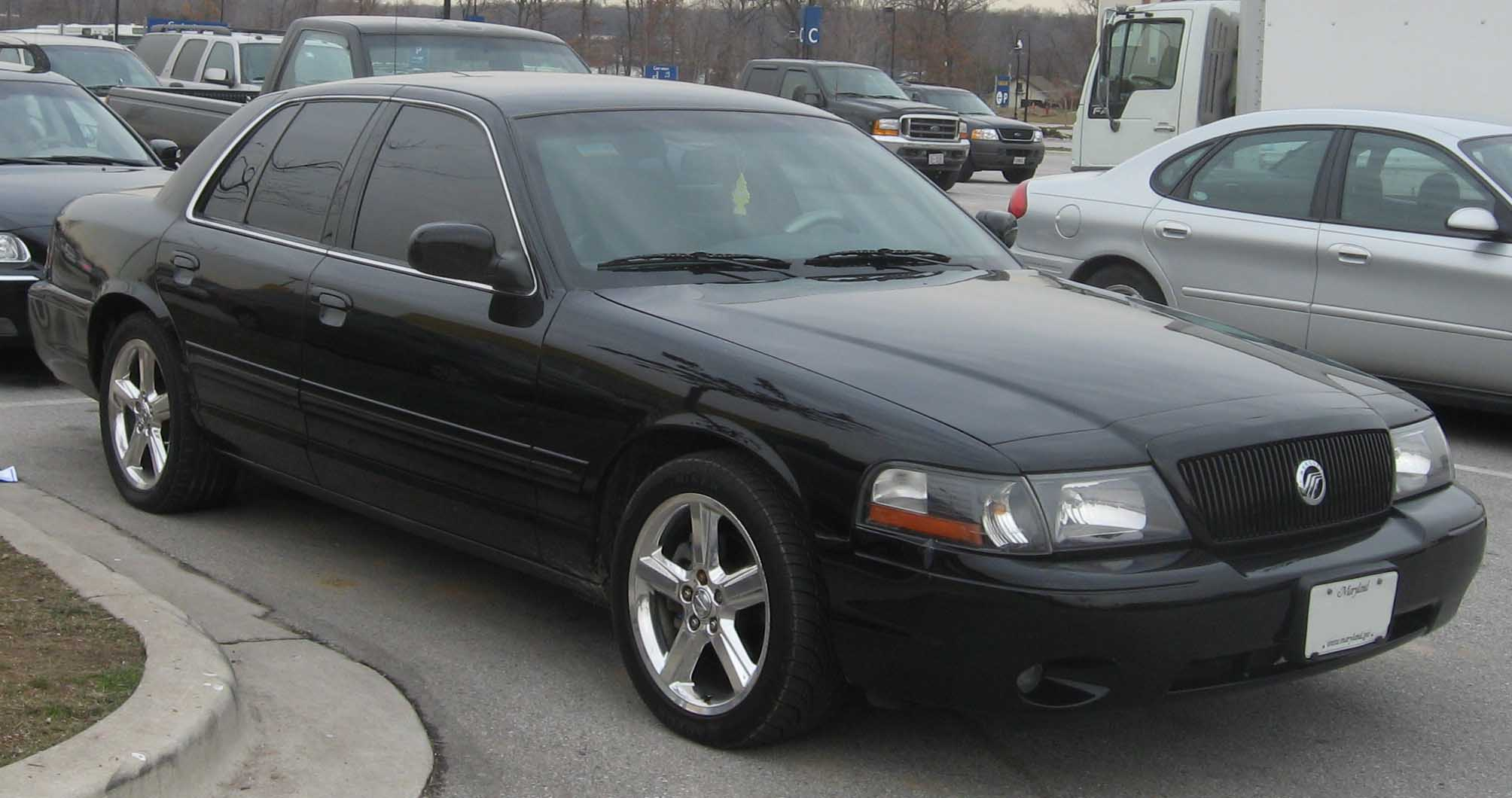
خودروی مرکوری مارودر مدل ۲۰۰۳-۲۰۰۴

## در حال حاضر
در حال حاضر از تولید خودروهای عضلانی کلاسیک ۵۰ سال می‌گذرد و با توجه به این که اکثر خودروها فرسوده و از کار افتاده می‌باشند، علاقه‌مندان و صاحبان شروع به بازسازی کردند و به دلیل علاقه‌مندان زیاد و سفارشهای زیاد این مدل، کمپانی‌ها شروع به تولید لوازم دوبارهٔ این مدل‌ها کردند؛ و کلوپ‌ها و انجمن‌های بازسازی این مدل‌ها به وجود آمد، و حراجی‌های بزرگ شروع به خرید و فروش این مدل‌ها در کنار مدل‌های معروف کلاسیک در دنیا کردند و مسابقات راه اندازی شد و این دلیل خوبی بود که کمپانی دوج و فورد و شورولت شروع به تولید مجدد این مدل‌ها کردند مانند مدل موستانگ و چلنجر و کامارو که مدرن ماسل کار نام گرفتند.

## کشورهای سازنده
شرکت‌هایی از قبیل فورد، دوج، جنرال موتورز، امریکن موتور در ساخت این نمونه مدل فعال هستند.
کلاً این نمونه مدل‌ها به دو قسمت تقسیم می‌شوند
- کلاسیک
- مدرن

در مدل کلاسیک که شامل ماشین‌های سال‌های ۱۹۶۴ تا ۱۹۷۴ می‌باشند
و در مدل مدرن از ۱۹۹۰ تاکنون ادامه دارد

## برخی مدل‌ها
- از کمپانی FORD

Mustang-Torino-Galaxy-Thunderbird با موتورهای ۳۵۱-۴۲۹-۴۶۰
- از کمپانی DODGE

Charger-Challenger-Dart-Coronet-Superbee Models با موتورهای ۳۱۸-۳۸۳-۳۴۰-۴۲۶Hemi-۴۴۰
- از کمپانی BUICK

Grand National-GS با موتورهای v8 stage series
- از کمپانی CHEVROLET

Chevelle-Nova-Camaro-Corvette با موتورهای ۳۵۰-۴۲۷-۳۹۶-۴۵۴
- از کمپانی PONTIAC

GTO-Firebird-Trans am با موتورهای ۳۵۰-۴۰۰-۴۵۵

## موتور

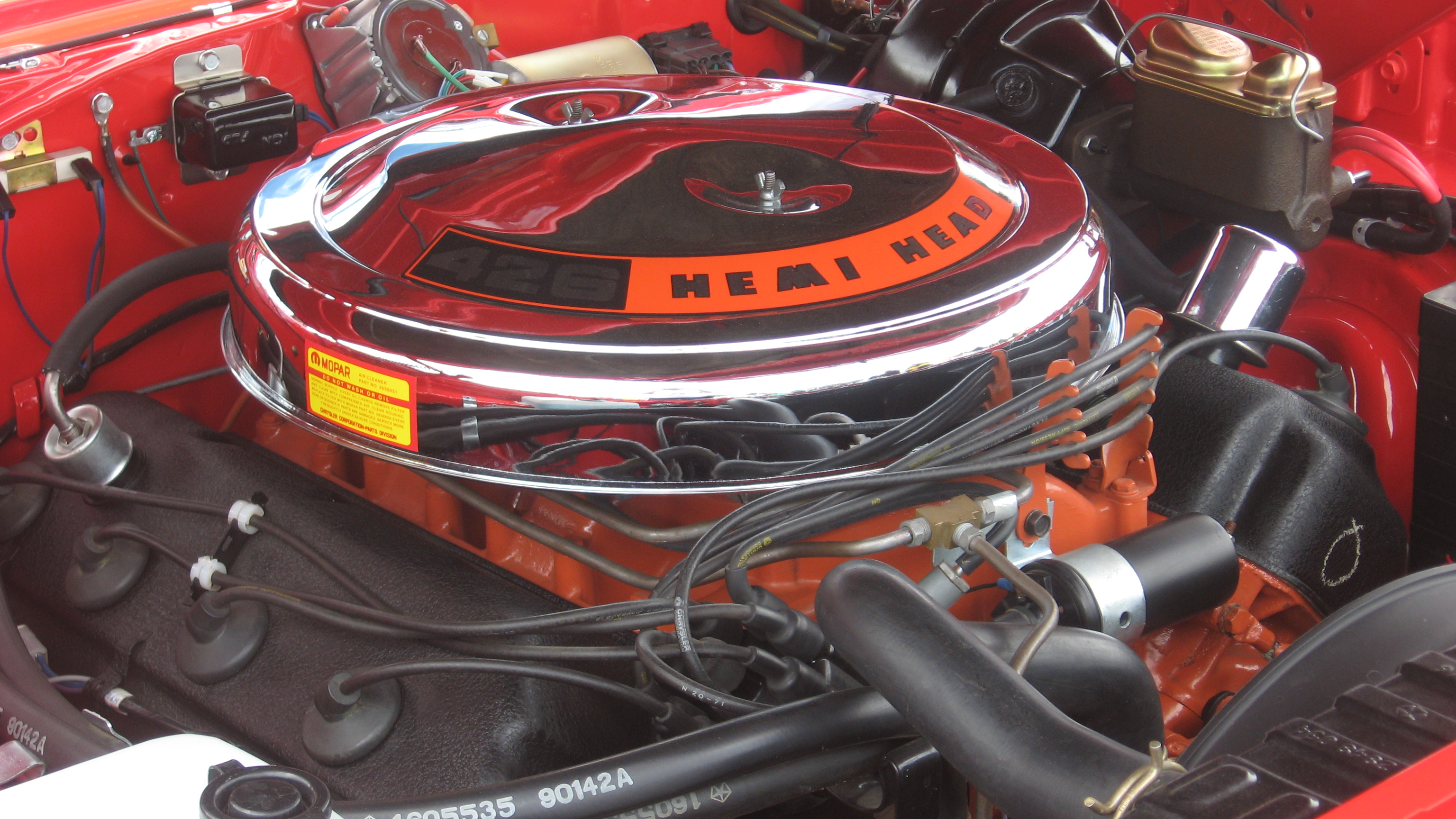
Big Block Mopar 426 HEMI 1969

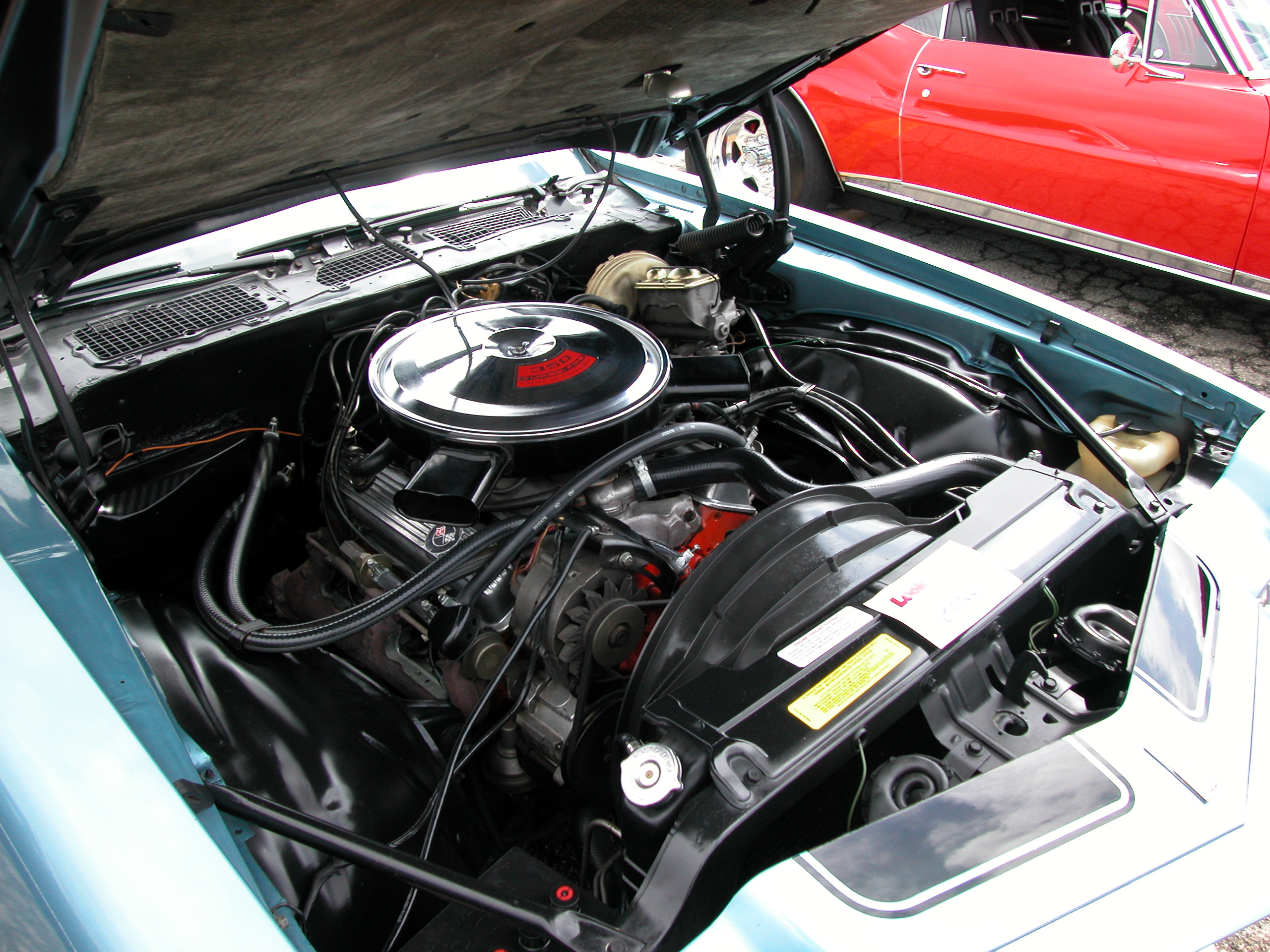
Chevrolet Small Block 1970

موتورها بسیار پرقدرت، پر مصرف، با حجم بسیار بالا، ۸ سیلندر به صورت خورجینی شکل V، در مدلهای کلاسیک کاربراتور، بسیار ساده و کاملاً متنوع ساخته می‌شد. موتورها در هر سال قدرت اسب بخار همان موتور با سال قبل متفاوت بود به دلیل ضریب تراکم و تورگ و ضریب فشار
به‌طور کلی طبقه‌بندی بلوک موتورها به این ترتیب بود.
- در کمپانی دوج:

1. بلوک کوچک mopar که شامل مدلهای ۳۱۸–۳۴۰
2. بلوک بزرگ mopar که شامل مدلهای ۳۸۳–۴۴۰ و مدل معروف ۴۲۶ HEMI

- در کمپانی شورولت:

1. بلوک کوچک که شامل مدلهای ۲۶۵ - ۲۸۳ - ۳۲۷ - ۳۵۰ - ۳۰۲ - ۳۰۷ - ۴۰۰ - -۲۶۲–۳۰۵
2. بلوک بزرگ که شامل مدلهای ۳۴۸ - ۴۰۹ - ۴۲۷ - ۳۶۶ - ۳۹۶ - ۴۰۲ - ۴۲۷ - ۴۵۴ - ۵۰۲ - ۵۷۲

- در کمپانی پونتیاک:

1. پونتیاک بلوک که شامل مدلهای ۲۸۷ - ۳۱۶ - ۳۴۷ - ۳۷۰ - ۳۸۹ - ۳۲۶ - ۴۰۰ - ۳۵۰ - ۳۰۳ - ۳۰۱ -۴۲۱ - ۴۲۸ - ۴۵۵ معروف و SD مدل

- در کمپانی بیوک:

1. بلوک کوچک که شامل مدلهای ۲۱۵ - ۳۰۰ - ۳۴۰ - ۳۵۰
2. بلوک بزرگ که شامل مدلهای ۴۰۰ - ۴۳۰ - ۴۵۵

- در کمپانی الدزمبیل:

1. الدزمبیل بلوک ۴۰۰–۴۴۲ rocket - 425 - super rocket - starfire - tornado rocket - ۴۵۵–۳۵۰

## در ایران
در ایران این مدل‌ها به خاطر روابط بسیار بسیار خوب ایران و آمریکا در ۶۰ سال گذشته وارد شد و در حال حاضر علاقه‌مندان بسیاری در سراسر ایران دارد.
اگر چه مصرف بنزین بالایی دارد ولی علاقه‌مندان شروع به بازسازی این مدل‌ها کرده و در روزهای تعطیل به عنوان گردهمایی به نمایش عموم می‌گذارند.
مدل‌های بسیار نادری در شهرهای تبریز، تهران، رشت و اصفهان یافت می‌شود.